# Adrienne-Catherine de Noailles
Pour les autres membres de la famille, voir Maison de Noailles.
Adrienne Catherine de Noailles, comtesse de Tessé, née le 24 décembre 1741 et morte le 1er février 1814, est une salonnière et auteure française. Elle est la fille du 4e duc de Noailles, la sœur du 5e duc de Noailles et la tante d'Adrienne de la Fayette. Elle tenait un salon et correspondait avec Thomas Jefferson au début du 19e siècle.

## Biographie
Le 20 juin 1755, elle épouse René Mans de Froulay de Tessé, comte de Tessé, dernier marquis de Lavardin (1736-1814), et petit-fils de René de Froulay de Tessé. Elle est nommée dame pour accompagner surnuméraire de Marie-Josèphe de Saxe le 21 août 1755. Devenue titulaire en 1760, elle exerce cette charge jusqu'à la mort de la dauphine en 1767. En février 1764, lors de sa tournée à Paris, Mozart lui dédie ses sonates pour piano et violon KV8 et KV9. Léopold Mozart rapporte dans sa correspondance les présents qu'elle a offert à son fils :  
 "Mon Wolfgang a cependant reçu de Madame la Comtesse de Tessé une tabatière en or et une montre en or, précieuses en raison de leur petitesse"  

### La Révolution
Au début de la période révolutionnaire, elle s'établit à Paris pour s'intéresser à l'Assemblée, y assister et tenir un salon : 
 Dans le salon de Madame de Tessé, qui, selon les frères Goncourt, formulait depuis vingt ans des projets de monarchie constitutionnelle, «les opinions les plus avancées» se retrouvaient au milieu de ce que Guizot appelait «un petit groupe aux manières élégantes». 
 Ce salon se tient dans sa maison rue de Varenne dans le Faubourg Saint-Germain. Une chambre de l'Hôtel de Tessé a été donnée au Metropolitan Museum par Mme Herman N. Straus. La Fayette, son neveu, se rend souvent dans sa maison de campagne, le château de Chaville, construit en 1766. Thomas Jefferson rencontre Madame de Tessé alors qu'il est ambassadeur en France entre 1785 et 1789, commence sa une longue correspondance avec elle après avoir visité Chaville.Le Gouverneur Morris, reçu à Versailles le 5 mars 1789, lui rend également visite : 
 "Suis retourné à Paris et dîné avec Madame de Tessé, républicaine de la première heure. La comtesse, qui est une femme très sensée, a formé ses idées de gouvernement d'une manière qui ne convient, je pense, ni à la situation, ni aux circonstances, ni à la disposition de la France."  
 Le 17 septembre 1789, il note : 
 "Elle est convertie à mes principes. Nous avons eu une joyeuse conversation de quelques minutes sur leurs affaires, dans laquelle je mêle de saines maximes de gouvernement à cette légèreté piquante dont cette nation raffole."  
 Il la rencontre encore le 22 juillet 1792 : 
 "Plus tard dans la soirée, visite à Madame de Tessé. Elle est profondément engagée dans ses discussions politiques. Je trouve que les grands démocrates commencent à se refroidir un peu."  
 Sa belle-sœur, Henriette-Anne-Louise d'Aguesseau, sa mère, Catherine de Cossé-Brissac, et sa nièce, Louise de Noailles, sont guillotinées le 22 juillet 1794.

### L'après révolution
En 1797, elle vit en exil à Wittmoldt, dans le Holstein, près de la ville de Plön. Adrienne de La Fayette habite à proximité, à Lehmkuhlen. À Wittmoldt, Anastasie de Lafayette épouse Just Charles César de Fay de la Tour-Maubourg, le frère de Charles César de Fay de La Tour-Maubourg.
En 1804, elle vend sa maison à Johannes Schuback  pour acheter une maison à Paris, au n °8, rue d'Anjou (aujourd'hui rue du Faubourg Saint-Honoré). De retour d'exil, Monsieur et Madame de Tessé retrouvent leur château de Lavardin, près de Mézières, et leur hôtel du Mans. Ce qui reste de leur immense fortune leur permet à nouveau de vivre richement. On sait que dans les dernières années de sa vie, son mari a donné son hôtel particulier pour réaliser un séminaire et un évêché dans les départements de la Sarthe et de la Mayenne. Le comte de Tessé meurt à Paris le 21 janvier 1814, à l'âge de 78 ans.

## Horticulture
Elle est particulièrement intéressée par les plantes amérindiennes que Jefferson lui a offert pour son jardin. En 1788, la comtesse lui écrit pour lui demander de lui envoyer un callicarpe d'Amérique et un plaqueminier de Virginie. Jefferson lui donne également un spécimen d'arbre aux anémones. En 1811, Jefferson reçoit des graines, qu'elle a envoyées en 1809, de savonnier, un arbre originaire de Chine qu'il plante à Monticello. C'est le premier spécimen de ce type aux États-Unis. Jefferson écrit :
 "Je le chéris avec une attention particulière, car il me rappelle quotidiennement l'amitié avec laquelle vous m'avez honoré." 
Il lui écrit plus tard :
 "J'apprends avec grand plaisir la réussite de vos nouveaux jardins à Aulnay. Aucune occupation ne peut être plus délicieuse ou utile. Ils auront le mérite de vous faire oublier ceux de Chaville."  